# 小卷
小卷臺灣對某些種類鎖管的俗稱。
在分類上，鎖管屬於頭足綱管魷目的槍魷科。雖然管魷目的成員一般泛稱為魷魚，鎖管屬於其中的一科，但臺灣通常不以魷魚稱之，而習慣將各種鎖管的幼體稱為小管或小卷，成體又被稱為透抽或中卷，特別是近海所產的種類，如中國槍魷（Uroteuthis chinensis）、劍尖槍魷（Uroteuthis edulis）、大島鎖管（Loligo oshimai）等。
而“魷魚”一詞，則通常被拿來指市面上所見的管魷目開眼亞目真魷科（Ommastrephidae）種類，如奧蘭鳶魷（Sthenoteuthis oualaniensis）、阿根廷魷（Illex argentinus）等。

## 食用方式
- 黑白切

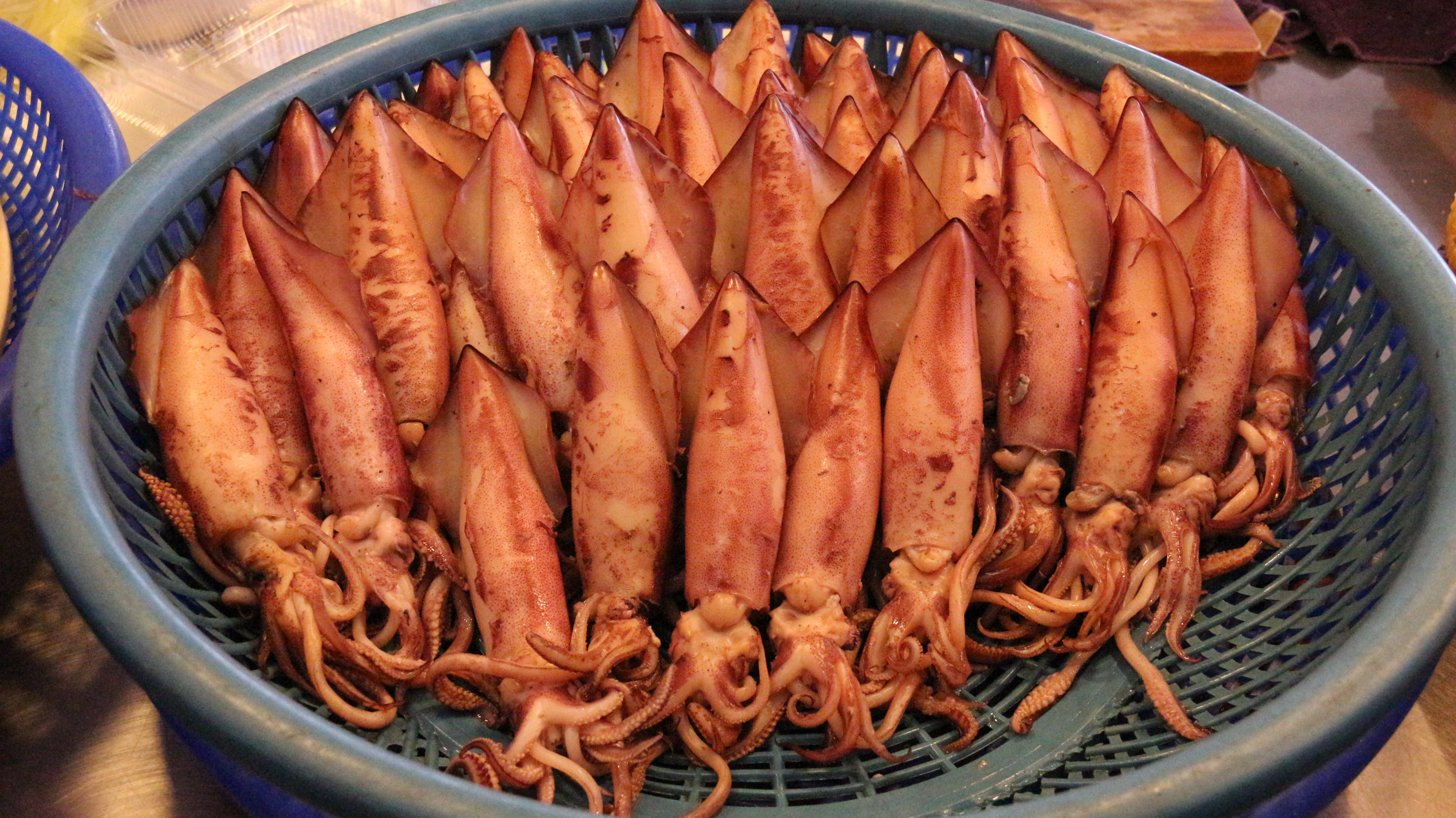

  - 切塊，清蒸或川燙後取出置於冰塊、冰箱後，肉質收縮後再沾醬油、芥末、嫩薑絲一同食用。
- 煎或烤
  - 將整隻小卷用刀切開，去除內臟後，直接在鐵板上煎或鐵網上烤。
- 米粉湯
  - 用豬大骨熬取高湯，米粉跟小卷事先切塊燙好，有客人點餐時再將米粉、小卷塊放入高湯內加熱，碗裡放上冬菜、米粉跟小卷塊，再沖上高湯，再撒上些許白胡椒粉跟油蔥酥。